# Carro triunfal

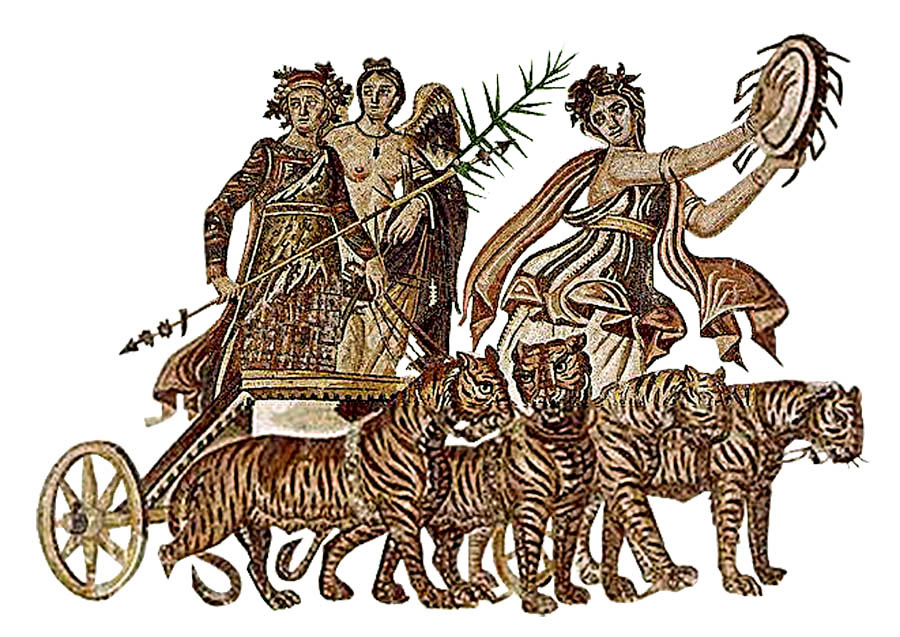
Representación de Dionisio en carro triunfal

Se llama carro triunfal o carro del triunfo al carro grande con asientos pintados y adornado que se usa en las procesiones, representaciones y otros festejos públicos. 
El carro triunfal era aquel carro redondo en que eran conducidos los héroes de la antigüedad y que guiaban de pie los mismos triunfadores. También se empleaban para otras ceremonias como para hacer la apoteosis, dar posesión a los cónsules de su cargo, etc. 
En la antigua Grecia, se adornaban las plazas y los templos con carros de bronce en recuerdo de los triunfos alcanzados en las carreras y los romanos adoptaron la misma imagen para conmemorar sus triunfos militares. Los arcos triunfales se adornaban con carros que remataban o coronaban. 